# Chřestýšovec bornejský
Chřestýšovec bornejský (Trimeresurus borneensis) je jedovatý had z čeledi zmijovití (Viperidae) a podčeledi chřestýšovití (Crotalinae). Druh popsal německý přírodovědec Wilhelm Peters roku 1872.

## Výskyt
Chřestýšovec bornejský je druhem orientální oblasti, endemit Velkých Sund: obývá prakticky celý ostrov Borneo a rozšířil se i na blízké Natunské ostrovy. Je hadem nížinných a podhorských zalesněných oblastí, a to až do nadmořské výšky asi 1 130 metrů.

## Popis
Chřestýšovec bornejský je až přes 80 cm dlouhý had, který se vyznačuje celkem robustně staveným tělem a trojúhelníkovitou hlavou, jež je zřetelně odlišena od krku a zakončena vystupujícím čenichem. Ocas má chápavou funkci, což napomáhá pohybu ve vegetaci. Hřbetní šupiny jsou hladké nebo slabě kýlovité. Zbarvení svrchních partií je spíše nenápadné, pohybuje se ve světlejších odstínech hnědé, jíž doplňuje tmavší sedlovitý vzor, který se skládá z 20 až 30 skvrn nebo příčných pruhů. Někteří jedinci mohou mít jasně žlutou barvu, doplněnou o tmavé skvrny. Spodní partie bývají světlé. Vzor šupin činí: 19 nebo 21 řad ve střední části těla; 149 až 166 ventrálních štítků; 41 až 67 subkaudálních (podocasních) štítků.
Chřestýšovec bornejský loví drobné obratlovce, jako jsou ptáci, hlodavci a jiné menší druhy savců, které usmrcuje pomocí jedovatého kousnutí. Nejedná se o výhradně denní či noční druh hada a aktivní může být v průběhu celého dne. Dospělci obvykle svůj život tráví na nízké křovinaté vegetaci, typicky maximálně 3 metry nad zemí. Mláďata žijí zpočátku přímo na zemi a teprve v juvenilní fázi se začnou přesouvat do nízké vegetace. Chřestýšovec bornejský je vejcorodý druh, přičemž samice klade 7 až 14 vajíček.

## Ohrožení
Chřestýšovec bornejský je, podobně jako zbývající fauna ostrova, vystaven postupujícímu odlesňování za účelem těžby dřeva či zisku zemědělské půdy. Mezinárodní svaz ochrany přírody (IUCN) zároveň uvádí, že je tento had taktéž součástí mezinárodního obchodu se zvířaty, ačkoli úroveň této činnosti zůstává nejasná. IUCN výše uvedené hrozby nepovažuje za příliš vážné a chřestýšovce bornejského hodnotí jako málo dotčený druh. Celková velikost populace nebyla kvantifikována, byť podle IUCN je chřestýšovec hojným hadem, jehož areál rozšíření zahrnuje i četné chráněné oblasti.